# Penna San Giovanni
Penna San Giovanni este o comună din provincia Macerata, regiunea Marche, Italia, cu o populație de 944 locuitori (1 ianuarie 2023) și o suprafață de 28,08 km².

## Demografie
Penna San Giovanni - evoluția demografică

|  | Graficele sunt indisponibile din cauza unor probleme tehnice. Mai multe informații se găsesc la Phabricator și la wiki-ul MediaWiki. |

Date: Recensăminte sau birourile de statistică - grafică realizată de Wikipedia